# L'Incorrigible (nouvelle)
Pour l’article homonyme, voir L'Incorrigible.

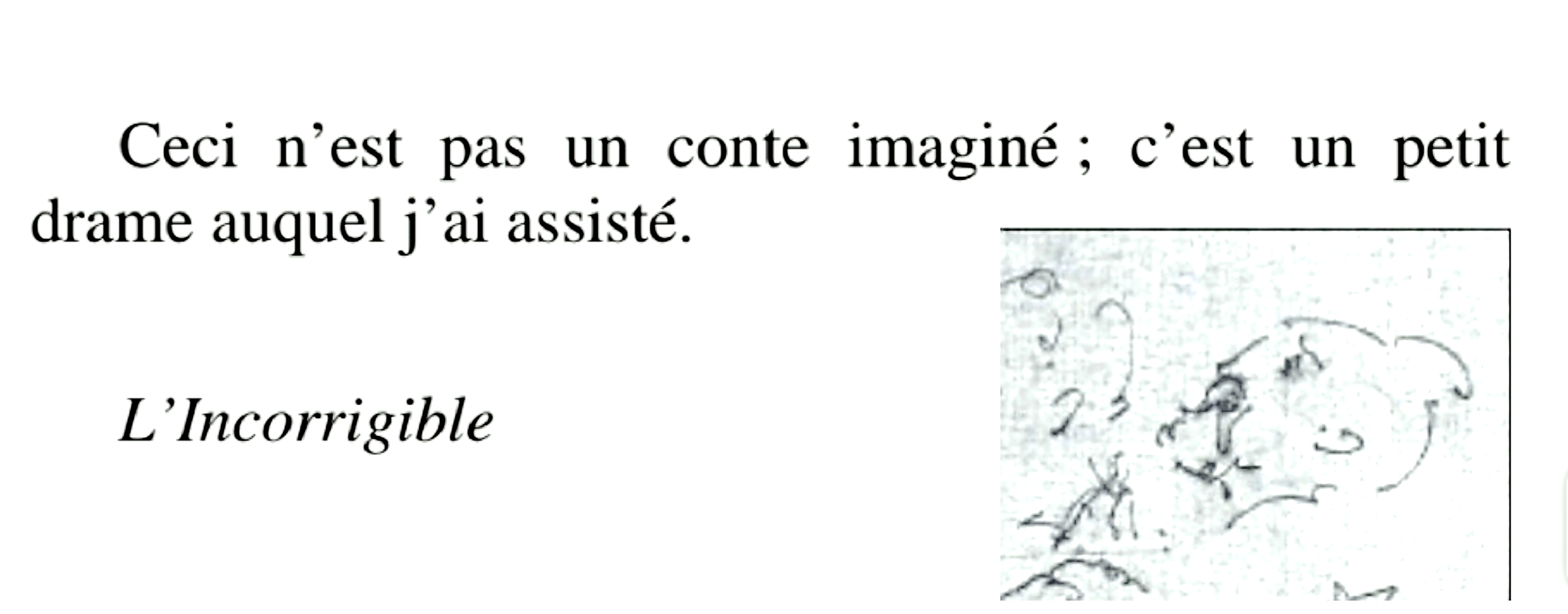
Garneau présentation de L'incorrigible

L'Incorrigible est une nouvelle de l’écrivain et poète Hector de Saint-Denys Garneau, écrite en 1930. L'Incorrigible, et son doublet Le Petit Homme gris, ont été inspirées à  de Saint-Denys Garneau par un imprimeur, qui se prenait, semble-t-il, très sérieusement pour un poète.

## Établissement du texte
19 pages, nouvelle écrite en 1930 (entre le 21 et 23 mai). Il existe une autre version partielle de L'Incorrigible écrite en 1931. Cette dernière comprend un plan, une introduction, le début du texte de la nouvelle – transcription avec peu de variantes –, ainsi qu'une version partielle du début du texte (version B.). Pour la suite du texte De Saint-Denys Garneau aurait utilisé la version de 1930.

## Historique
La version de 1930 porte à la dernière page la signature : de St-Denys Garneau. Sur la première page, en dessous du titre, quatre croquis à l’encre de têtes semblables, sans doute de Monsieur Gaudin. Le début de ce texte : « Au coin de la rue, sous la lumière [...] avec une assurance inébranlable », constitue la version C. Après « inébranlable », un « X » à la mine de plomb indique que la suite du texte de 1930 est aussi celle du texte de 1931. Selon Giselle Huot, « il est probable que certaines variantes à l’encre, et presque certainement celles à la mine de plomb, soient de 1931. »

## Thème
La nouvelle L'Incorrigible ainsi que sa « suite », Désenchantement, ont été inspirées à de Saint-Denys Garneau par l'imprimeur Eugène Gaudin (1879-1946). Gaudin n'a publié que trois poèmes dans La Presse. De Saint-Denys Garneau, dans sa correspondance et son Journal,, trace un portrait satirique de cet homme, qu'il « prend à témoin », et l’immortalise dans un poème.
Michel Biron constate : « Garneau a écrit [...] une satyre d'un poète de 50 ans lors d'une soirée littéraire qui a tourné au fiasco (lettre à Françoise Charest, 23 mai 1930). La scène le frappe visiblement puisqu'il en tire deux nouvelles (l'une humoristique, « L’incorrigible » ; l'autre grave, « Désenchantement ») ainsi qu'un poème (« À monsieur Gaudin »). Les nouvelles (qu'il appelle « études »,) et le poème ont la lourdeur d'un exercice scolaire, tandis que la lettre parvient à rendre toute la scène de façon vivante, concrète, réaliste [...] »,.
« Soudain, le rideau tombe, les lunettes cassent : adieu les rêves ! La réalité toute crue, l’avenir béant et avide, et rien, rien, des mains vides ! Hier, c’est dans cette route que nous croyions avancer avec la chimère. Mais la chimère a fui, et le chemin n’est pas pour nous, il nous est impossible de le parcourir, et nous avons fermé les portes des autres voies. Le passé est perdu à rien et l’avenir est béant et avide. Mais je ne vais pas vous parler de choses tristes, de pauvres malheureux désenchantés. Je vous dirai l’histoire d’un indésenchantable, d’un incorrigible.

## Résumé deL’Incorrigible
De Saint-Denys Garneau résumait cette nouvelle ( ou « étude ») au moyen d'une parabole, : « Un moineau passablement sourd crut entendre chanter le rossignol. Il entendit aussi sa propre voix et, comparaison faite, jugea qu’elle n’était guère inférieure à celle du Rossignol. Ne voilà-t-il pas notre moineau qui, le soir, se tient éveillé pour chanter au bord des bois dans le silence des clairs de lune. Il veut faire jouir les autres de son organe, il s’égo-sille. Tout le monde des oiseaux s’enfuit bien vite dormir au loin. Pensez- vous que notre moineau se décourage, qu’il se rend à la réalité ? L’idée ne lui en vient seulement pas. Il continue de chanter extraordinairement, et se lamente sur la sottise des gens, sur ce qu’on ne sait pas apprécier les belles choses. Si vous passez par là jamais, vous l’entendrez sans aucun doute, exhaler ses poumons à tue-tête, ivre de se croire martyre [sic] incompris immolé à la Beauté. »

## Éditions du texte
- De Saint-Denys Garneau, Œuvres (Texte établi, annoté et présenté par Jacques Brault et Benoît Lacroix), Montréal, Les Presses de l’Université de Montréal, 1971, 1320 p., p. 641-648 et 1200-1205.  (ISBN 0-8405-0152-8)
- De Saint-Denys Garneau, Œuvres en prose (Édition critique établie par Giselle Huot), Fides, 1995, 1183 p., p. 712-722 et 1033-1034.  (ISBN 2-7621-1694-5)